# Pallanuoto ai campionati mondiali di nuoto 2017 - Torneo femminile
La XIII edizione del campionato mondiale di pallanuoto femminile si è svolta nell'ambito dei Campionati mondiali di nuoto 2017 a Budapest, in Ungheria, dal 16 al 28 luglio. La vittoria finale è andata per la quinta volta agli Stati Uniti.
Hanno partecipato alla rassegna sedici squadre, in rappresentanza di tutte e cinque le confederazioni continentali aderenti alla FINA.

## Formula
Le 16 partecipanti sono suddivise in quattro gironi preliminari, al termine dei quali le prime tre squadre hanno accesso alla fase a eliminazione diretta. Le prime di ogni girone vengono ammesse direttamente ai quarti di finale, mentre seconde e terze si scontrano a incroci in un turno preliminare.

## Squadre partecipanti
Africa
- Sudafrica

Americhe
- Canada
- Brasile
- Stati Uniti

Asia
- Cina
- Giappone
- Kazakistan

Europa
- Francia
- Grecia
- Italia
- Paesi Bassi
- Russia
- Spagna
- Ungheria

Oceania
- Australia
- Nuova Zelanda

### Gruppo A
| Pos. | Squadra | Pt | G | V | N | P | GF | GS | DR  |
| ---- | ------- | -- | - | - | - | - | -- | -- | --- |
| 1.   | Italia  | 6  | 3 | 3 | 0 | 0 | 43 | 16 | +27 |
| 2.   | Canada  | 4  | 3 | 2 | 0 | 1 | 29 | 24 | +5  |
| 3.   | Cina    | 2  | 3 | 1 | 0 | 2 | 27 | 28 | -1  |
| 4.   | Brasile | 0  | 3 | 0 | 0 | 3 | 14 | 45 | -31 |

| Data      | Ora   | Gara    | Gara | Gara    |
| --------- | ----- | ------- | ---- | ------- |
| 16 luglio | 09:30 | Italia  | 10-4 | Canada  |
| 16 luglio | 10:50 | Brasile | 4-11 | Cina    |
| 18 luglio | 18:50 | Cina    | 8-9  | Canada  |
| 18 luglio | 21:30 | Italia  | 18-4 | Brasile |
| 20 luglio | 13:30 | Italia  | 15-8 | Cina    |
| 20 luglio | 17:30 | Brasile | 6-16 | Canada  |

### Gruppo B
| Pos. | Squadra       | Pt | G | V | N | P | GF | GS | DR  |
| ---- | ------------- | -- | - | - | - | - | -- | -- | --- |
| 1.   | Stati Uniti   | 6  | 3 | 3 | 0 | 0 | 58 | 17 | +41 |
| 2.   | Spagna        | 4  | 3 | 2 | 0 | 1 | 35 | 17 | +18 |
| 3.   | Nuova Zelanda | 2  | 3 | 1 | 0 | 2 | 17 | 38 | -21 |
| 4.   | Sudafrica     | 0  | 3 | 0 | 0 | 3 | 11 | 49 | -38 |

| Data      | Ora   | Gara          | Gara | Gara        |
| --------- | ----- | ------------- | ---- | ----------- |
| 16 luglio | 12:10 | Nuova Zelanda | 2-10 | Spagna      |
| 16 luglio | 13:30 | Sudafrica     | 2-24 | Stati Uniti |
| 18 luglio | 09:30 | Stati Uniti   | 12-8 | Spagna      |
| 18 luglio | 10:50 | Nuova Zelanda | 8-6  | Sudafrica   |
| 20 luglio | 18:50 | Nuova Zelanda | 7-22 | Stati Uniti |
| 20 luglio | 21:30 | Sudafrica     | 3-17 | Spagna      |

### Gruppo C
| Pos. | Squadra     | Pt | G | V | N | P | GF | GS | DR  |
| ---- | ----------- | -- | - | - | - | - | -- | -- | --- |
| 1.   | Ungheria    | 6  | 3 | 3 | 0 | 0 | 54 | 24 | +30 |
| 2.   | Paesi Bassi | 4  | 3 | 2 | 0 | 1 | 45 | 20 | +25 |
| 3.   | Francia     | 2  | 3 | 1 | 0 | 2 | 16 | 49 | -33 |
| 4.   | Giappone    | 0  | 3 | 0 | 0 | 3 | 27 | 49 | -22 |

| Data      | Ora   | Gara        | Gara  | Gara        |
| --------- | ----- | ----------- | ----- | ----------- |
| 16 luglio | 17:30 | Paesi Bassi | 17-2  | Francia     |
| 16 luglio | 20:10 | Giappone    | 11-20 | Ungheria    |
| 18 luglio | 12:10 | Giappone    | 8-20  | Paesi Bassi |
| 18 luglio | 20:10 | Francia     | 5-24  | Ungheria    |
| 20 luglio | 09:30 | Giappone    | 8-9   | Francia     |
| 20 luglio | 20:10 | Paesi Bassi | 8-10  | Ungheria    |

### Gruppo D
| Pos. | Squadra    | Pt | G | V | N | P | GF | GS | DR  |
| ---- | ---------- | -- | - | - | - | - | -- | -- | --- |
| 1.   | Grecia     | 4  | 3 | 2 | 0 | 1 | 37 | 22 | +15 |
| 2.   | Australia  | 4  | 3 | 2 | 0 | 1 | 32 | 20 | +12 |
| 3.   | Russia     | 4  | 3 | 2 | 0 | 1 | 29 | 21 | +8  |
| 4.   | Kazakistan | 0  | 3 | 0 | 0 | 3 | 15 | 50 | -35 |

| Data      | Ora   | Gara      | Gara | Gara       |
| --------- | ----- | --------- | ---- | ---------- |
| 16 luglio | 18:50 | Australia | 16-4 | Kazakistan |
| 16 luglio | 21:30 | Russia    | 9-7  | Grecia     |
| 18 luglio | 13:30 | Grecia    | 19-5 | Kazakistan |
| 18 luglio | 17:30 | Australia | 8-5  | Russia     |
| 20 luglio | 10:50 | Australia | 8-11 | Grecia     |
| 20 luglio | 12:10 | Russia    | 15-6 | Kazakistan |

## Fase finale

### Tabellone
| Play-off | Play-off      | Play-off |  |  | Quarti di finale | Quarti di finale | Quarti di finale |  |  | Semifinali | Semifinali  | Semifinali |  |             | Finale      | Finale      | Finale |
|          |               |          |  |  |                  |                  |                  |  |  |            |             |            |  |             |             |             |        |
|          |               |          |  |  |                  |                  |                  |  |  |            |             |            |  |             |             |             |        |
|          |               |          |  |  | 1A               | Italia           | 8                |  |  |            |             |            |  |             |             |             |        |
| 2C       | Paesi Bassi   | 10       |  |  |                  | Russia           | 9                |  |  |            |             |            |  |             |             |             |        |
| 3D       | Russia        | 11       |  |  |                  |                  |                  |  |  |            | Russia      | 9          |  |             |             |             |        |
|          |               |          |  |  |                  |                  |                  |  |  |            | Stati Uniti | 14         |  |             |             |             |        |
|          |               |          |  |  | 1B               | Stati Uniti      | 7                |  |  |            |             |            |  |             |             |             |        |
| 3C       | Francia       | 2        |  |  |                  | Australia        | 5                |  |  |            |             |            |  |             |             |             |        |
| 2D       | Australia     | 16       |  |  |                  |                  |                  |  |  |            |             |            |  |             |             | Stati Uniti | 13     |
|          |               |          |  |  |                  |                  |                  |  |  |            |             |            |  |             |             | Spagna      | 6      |
|          |               |          |  |  | 1C               | Ungheria         | 4                |  |  |            |             |            |  |             |             |             |        |
| 2A       | Canada        | 16       |  |  |                  | Canada           | 6                |  |  |            |             |            |  |             |             |             |        |
| 3B       | Nuova Zelanda | 3        |  |  |                  |                  |                  |  |  |            | Canada      | 10         |  |             |             |             |        |
|          |               |          |  |  |                  |                  |                  |  |  |            | Spagna      | 12         |  |             |             |             |        |
|          |               |          |  |  | 1D               | Grecia           | 10(2)            |  |  |            |             |            |  | Terzo posto | Terzo posto | Terzo posto |        |
| 3A       | Cina          | 5        |  |  |                  | Spagna (rig.)    | 10(4)            |  |  |            |             |            |  |             |             | Russia      | 11     |
| 2B       | Spagna        | 13       |  |  |                  |                  |                  |  |  |            |             |            |  |             |             | Canada      | 9      |

#### Play off
| Arbitri: | Florestano Salnichenko |

|           |           |                  |
| Békhazi 4 | Marcatori | 1 tre giocatrici |

| Arbitri: | Dutilh-Dumas Rotsart |

|        |           |         |
| Zhao 2 | Marcatori | 4 Ortiz |

| Arbitri: | Stavridis Flahive |

|              |           |              |
| Stomphorst 3 | Marcatori | 3 Prokof'eva |

| Arbitri: | Willis Dykman |

|                 |           |            |
| Millot, Battu 1 | Marcatori | 4 Arancini |

#### Quarti di finale
| Arbitri: | Stavridis Alexandrescu |

|          |           |           |
| Emmolo 3 | Marcatori | 3 Ivanova |

| Arbitri: | Buch Ohme |

|                    |           |          |
| Musselman, Raney 2 | Marcatori | 4 Gofers |

| Arbitri: | Severo Rotsart |

|                      |           |          |
| quattro giocatrici 1 | Marcatori | 5 Eggens |

| Arbitri: | Naumov Putniković |

|          |           |         |
| Kotsia 3 | Marcatori | 4 Ortiz |

#### Semifinali
| Arbitri: | Alexandrescu Putniković |

|              |           |          |
| Prokof'eva 3 | Marcatori | 5 Fattal |

| Arbitri: | Stavridis Severo |

|                       |           |        |
| Christmas, Fournier 3 | Marcatori | 5 Gual |

#### Finale 3º/4º posto
| Arbitri: | Molnar Putnikovic |

|             |           |           |
| Ryzhkova: 3 | Marcatori | 4: Eggens |

#### Finale
| Arbitri: | Dutilh-Dumas Flahive |

|            |           |          |
| Neushul: 4 | Marcatori | 3: Espar |

### Tabellone 5º- 8º posto
|  | 5º- 8º posto  | 5º- 8º posto  | 5º- 8º posto |          |        | 5º posto  | 5º posto  | 5º posto |  |
|  |               |               |              |          |        |           |           |          |  |
|  | Italia (rig.) | Italia (rig.) | 18           |          |        |           |           |          |  |
|  | Italia (rig.) | Italia (rig.) | 18           |          |        |           |           |          |  |
|  | Australia     | Australia     | 17           |          |        |           |           |          |  |
|  | Australia     | Australia     | 17           |          | Italia | Italia    | 8         |          |  |
|  |               |               |              |          | Italia | Italia    | 8         |          |  |
|  |               |               | Ungheria     | Ungheria | 10     |           |           |          |  |
|  | Ungheria      | Ungheria      | Ungheria     | Ungheria | 10     | 10        |           |          |  |
|  | Ungheria      | Ungheria      |              |          |        | 10        |           |          |  |
|  | Grecia        | Grecia        | 9            |          |        | 7º posto  | 7º posto  | 7º posto |  |
|  | Grecia        | Grecia        | 9            |          |        |           |           |          |  |
|  |               |               |              |          |        |           |           |          |  |
|  |               |               |              |          |        | Australia | Australia | 6        |  |
|  |               |               |              |          |        | Australia | Australia | 6        |  |
|  |               |               |              |          |        | Grecia    | Grecia    | 8        |  |

#### Semifinali
| Arbitri: | Naumov Rotsart |

|            |           |           |
| Bianconi 5 | Marcatori | 4 Webster |

| Arbitri: | Franulović Mercier |

|              |           |            |
| Keszthelyi 3 | Marcatori | 3 Tsoukala |

#### Finale 7º/8º posto
| Arbitri: | Florestano Franulović |

|                  |           |             |
| sei giocatrici 1 | Marcatori | 3: Tsoukala |

#### Finale 5º/6º posto
| Arbitri: | Rotsart Buch |

|                        |           |               |
| Garibotti, Bianconi: 4 | Marcatori | 3: Keszthelyi |

### Tabellone 9º- 12º posto
|  | 9º- 12º posto | 9º- 12º posto | 9º- 12º posto |      |             | 9º posto      | 9º posto      | 9º posto  |  |
|  |               |               |               |      |             |               |               |           |  |
|  | Nuova Zelanda | Nuova Zelanda | 4             |      |             |               |               |           |  |
|  | Nuova Zelanda | Nuova Zelanda | 4             |      |             |               |               |           |  |
|  | Paesi Bassi   | Paesi Bassi   | 19            |      |             |               |               |           |  |
|  | Paesi Bassi   | Paesi Bassi   | 19            |      | Paesi Bassi | Paesi Bassi   | 14            |           |  |
|  |               |               |               |      | Paesi Bassi | Paesi Bassi   | 14            |           |  |
|  |               |               | Cina          | Cina | 7           |               |               |           |  |
|  | Cina          | Cina          | Cina          | Cina | 7           | 13            |               |           |  |
|  | Cina          | Cina          |               |      |             | 13            |               |           |  |
|  | Francia       | Francia       | 5             |      |             | 11º posto     | 11º posto     | 11º posto |  |
|  | Francia       | Francia       | 5             |      |             |               |               |           |  |
|  |               |               |               |      |             |               |               |           |  |
|  |               |               |               |      |             | Nuova Zelanda | Nuova Zelanda | 7         |  |
|  |               |               |               |      |             | Nuova Zelanda | Nuova Zelanda | 7         |  |
|  |               |               |               |      |             | Francia       | Francia       | 9         |  |

#### Semifinali
| Arbitri: | Garibaldi Kajiwara |

|                      |           |                      |
| quattro giocatrici 1 | Marcatori | 2 quattro giocatrici |

| Arbitri: | Florestano Ghafouri |

|       |           |         |
| Niu 3 | Marcatori | 2 Sacre |

#### Finale 11º/12º posto
| Arbitri: | Garibaldi Kajiwara |

|                         |           |                  |
| Lopes da Silva, Mason 2 | Marcatori | 2 Daule, Guillet |

#### Finale 9º/10º posto
| Arbitri: | Florestano Willis |

|           |           |                  |
| Nijhuis 4 | Marcatori | 2 tre giocatrici |

### Tabellone 13º- 16º posto
|  | 13º- 16º posto | 13º- 16º posto | 13º- 16º posto |          |         | 13º posto  | 13º posto  | 13º posto |  |
|  |                |                |                |          |         |            |            |           |  |
|  | Brasile        | Brasile        | 10             |          |         |            |            |           |  |
|  | Brasile        | Brasile        | 10             |          |         |            |            |           |  |
|  | Sudafrica      | Sudafrica      | 5              |          |         |            |            |           |  |
|  | Sudafrica      | Sudafrica      | 5              |          | Brasile | Brasile    | 9          |           |  |
|  |                |                |                |          | Brasile | Brasile    | 9          |           |  |
|  |                |                | Giappone       | Giappone | 11      |            |            |           |  |
|  | Giappone       | Giappone       | Giappone       | Giappone | 11      | 17         |            |           |  |
|  | Giappone       | Giappone       |                |          |         | 17         |            |           |  |
|  | Kazakistan     | Kazakistan     | 8              |          |         | 15º posto  | 15º posto  | 15º posto |  |
|  | Kazakistan     | Kazakistan     | 8              |          |         |            |            |           |  |
|  |                |                |                |          |         |            |            |           |  |
|  |                |                |                |          |         | Sudafrica  | Sudafrica  | 4         |  |
|  |                |                |                |          |         | Sudafrica  | Sudafrica  | 4         |  |
|  |                |                |                |          |         | Kazakistan | Kazakistan | 6         |  |

#### Semifinali
| Arbitri: | Ni Daners |

|        |           |               |
| Abla 5 | Marcatori | 4 Hallendorff |

| Arbitri: | Garibaldi Brooks |

|                   |           |            |
| Arima, Sakanoue 4 | Marcatori | 4 Mirshina |

#### Finale 15º/16º posto
| Arbitri: | Ni Mercier |

|        |           |              |
| Smit 2 | Marcatori | 2 Akilbayeva |

#### Finale 13º/14º posto
| Arbitri: | Daners Willis |

|        |           |            |
| Abla 4 | Marcatori | 4 Sakanoue |

## Classifica finale
| Pos.    | Squadra       |
| ------- | ------------- |
| Oro     | Stati Uniti   |
| Argento | Spagna        |
| Bronzo  | Russia        |
| 4       | Canada        |
| 5       | Ungheria      |
| 6       | Italia        |
| 7       | Grecia        |
| 8       | Australia     |
| 9       | Paesi Bassi   |
| 10      | Cina          |
| 11      | Francia       |
| 12      | Nuova Zelanda |
| 13      | Giappone      |
| 14      | Brasile       |
| 15      | Kazakistan    |
| 16      | Sudafrica     |

## Riconoscimenti
- Miglior giocatrice:
- Miglior realizzatrice:
- Miglior portiere:
- Formazione ideale: